# Eurecat
Eurecat (oficialment Fundació Eurecat) és un centre tecnològic de Catalunya que fomenta la integració dels equipaments des del 2015. El 2018 donava servei a 1500 empreses, la meitat de les quals eren pimes catalanes i tenia una plantilla de 650 empleats en 11 centres de treball. És una de les principals sol·licitants de patents de Catalunya. El 2023 en va ser nomenat president Daniel Altimiras.

## Història
El centre va néixer el 2015 amb la voluntat d'integrar els sis centres tecnològics avançats de Catalunya, ASCAMM, Barcelona Digital, CETEMMSA, Barcelona Media, CTM Centre Tecnològic i Leitat. Algunes integracions no es van fer efectives fins al 2019. En la seva presentació es va aprovar un organigrama del centre amb Xavier Torra com a vicepresident executiu i un director executiu. També es va dir que 14 empreses catalanes formarien part del patronat. Es preveia tenir el centre constituït el 2016, "situant-se com la referència en innovació industrial a Catalunya i potenciant el model de transferència tecnològica al nostre país". La nova entitat va assegurar que preservaria l'activitat a cada un dels centres on estant ubicats i assegurava la continuïtat dels llocs de treball que hi havia en aquell moment. La Generalitat va dotar aquest procés amb 45 milions d'euros fins al 2016 a través dels plans de suport plurianuals de desenvolupament. El setembre del 2017 es va traslladar les oficines al districte 22@ de Barcelona.
L'entitat va ingressar 33 milions el 2015, 43 el 2017 i 51 el 2018, uns diners que reinverteix en la seva activitat. El 2018 ultimava la integració jurídica amb el CTM de Manresa. En aquest moment tenia una vuitantena de patents, set spin-offs i 65 iniciatives del programa europeu Horizon 2020. Aspirava a facturar 175 milions d'euros el 2025 i superar els 1.700 treballadors entre tots els seus centres.